# Viral (película de 2016)
Viral es una película estadounidense de ciencia ficción, terror y drama de 2016 protagonizada por Analeigh Tipton, Sofia Black-D'Elia, Colson Baker (Machine Gun Kelly), Brianne Howey y Michael Kelly. La película fue dirigida por Ariel Schulman y Henry Joost, y escrita por Christopher Landon y Barbara Marshall. La película se estrenó en Estados Unidos el 29 de julio de 2016 por Dimension Films.

## Sinopsis
Un parásito desconocido está infectando a la gran mayoría de la población; una adolescente queda atrapada en su pueblo debido a que queda bajo cuarentena, siendo ésta impuesta por el ejército, con sus padres ausentes debido a la cuarentena, intentará proteger a su hermana a toda costa debido a que ha sido infectada.

## Argumento
Dos hermanas adolescentes, Stacey y Emma, se han mudado recientemente a un área suburbana de California, donde su padre enseñará ciencias en la secundaria. Emma lucha por integrarse en la comunidad, mientras que Stacey rápidamente hace nuevos amigos y un novio, CJ.
Emma se hace amiga de Evan, su vecino. Los padres de Stacey y Emma tienen una relación tensa y su madre está fuera de la ciudad. Gracie, la nueva mejor amiga de Emma, comienza a mostrar un comportamiento inusual en la escuela, come constantemente y tose sangre. Se derrumba fuera de la escuela, donde Emma y otro estudiante la encuentran en un estado similar a una convulsión. Mientras Emma va a buscar ayuda, Gracie vomita sangre sobre el joven.
Los noticieros informan que una "gripe de gusanos" se está extendiendo por el área. El padre de Emma va a buscar a su madre al aeropuerto, pero no pueden regresar a su casa porque el gobierno ha ordenado que se ponga en cuarentena a todo el pueblo.
Stacey asiste a una fiesta y obliga a Emma a acompañarla. Durante la fiesta, Stacey encuentra a CJ teniendo sexo con otra estudiante, mientras que el chico de antes aparece, ahora muy enfermo, y comienza a atacar a los asistentes a la fiesta. Tose sangre sobre Stacey, pero Evan salva a Emma de infectarse. Stacey pronto descubre que se está formando un crecimiento en la base de su cuello y se vuelve vorazmente hambrienta.
Al día siguiente, Emma recibe una llamada de su padre, quien les insta a asegurar toda la casa. Esa noche, ven como su vecino de al lado, el Sr. Toomey, dispara su pistola de bengalas. Los militares llegan a la casa, retienen al Sr. Toomey y sacan a rastras a su esposa infectada.
Stacey le confiesa a Emma que la razón por la que sus padres tienen problemas es porque ella atrapó a su padre con una estudiante y se lo contó a su madre. Ella revela que nadie quería decirle a Emma, porque temían que no pudiera manejarlo. De repente, Evan golpea la puerta, rogándoles a las chicas que lo dejen entrar. Justo después de que él entra, Bill, el padre infectado y violento de Evan, irrumpe. Evan señala que Bill tiene problemas de visión y usan esto como una ventaja. Stacey le dispara a Bill, salvando a Emma, pero de repente experimenta su propio ataque.
Emma y Evan encierran a Stacey en el baño para esconderla de los militares. Emma, recordando las lecciones de las clases de ciencias de su padre, diseña un plan para eliminar el parásito de Stacey de su cuello. CJ llega a la casa y Stacey lo lleva al baño y comienza a devorarle el brazo. Emma y Evan encuentran a CJ muerto con el brazo arrancado y Stacey diciendo: "Él me obligó a hacerlo". Usando drogas, Emma deja inconsciente a Stacey y comienza a extraer el parásito, pero Stacey se despierta y los horroriza al sacar el parásito ella misma.
Al día siguiente, la radio local anuncia que el gobierno ordenó la evacuación inmediata de los ciudadanos ubicados fuera de la zona de cuarentena. Evan y Emma descubren que Stacey se ha ido de la casa con toda la comida. La persiguen hasta una casa y descubren un gran grupo de personas infectadas, entre las cuales se encuentra el cadáver de Gracie, ahora infectada. Encuentran a Stacey, quien les dice que puede escuchar lo que dicen los infectados cuando el parásito comienza a controlarla por completo. Emma, al no tener otra opción, le dispara a su hermana. Ella y Evan escapan por la ventana y apenas se salvan cuando los militares bombardean toda el área.
Emma y Evan llegan a la gasolinera desde la que llamó su padre y encuentran una foto de la familia, con una nota en el reverso que dice que se reúnan con sus padres en la residencia de su tío en el estado de Washington. Evan toma un automóvil vacío de la estación y los dos parten hacia allí.

## Elenco y personajes
- Sofia Black-D'Elia como Emma Drakeford.
- Analeigh Tipton como Stacey Drakeford.
- Travis Tope como Evan Klein, vecino de los Drakeford.
- Michael Kelly como Michael Drakeford, el padre de Emma y Stacey.
- Machine Gun Kelly (rapero) como CJ, novio de Stacey
- Brianne Howey como Tara.
- Linzie Grey como Gracie.

## Producción
El 29 de abril de 2014, se anunció que Analeigh Tipton había sido incluida en el papel principal de la película, con Ariel Schulman y Henry Joost a cargo de la dirección, y Jason Blum de Blumhouse Productions a cargo de la producción. El 1 de mayo de 2014, se anunció que Sofia_Black-D'Elia había sido elegida para el papel de Emma. El 14 de mayo de 2014, se anunció que Linzie Grey había sido incluida en la película como Gracie, la mejor amiga de Emma. El 23 de mayo de 2014, se anunció que Michael Kelly había sido elegido para interpretar al padre de Emma.

## Lanzamiento
En mayo de 2015 Dimension Films estableció la fecha de estreno de la película para el 29 de julio de 2016.